# Ralph Miliband
Ralph Miliband (7 janvier 1924, Bruxelles – 21 mai 1994, Westminster) est un philosophe politique marxiste britannique né belge issu d'une famille d'origine juive et polonaise.  Il est le père de deux importants hommes politiques britanniques, David  et Ed Miliband, successivement membres des gouvernements travaillistes de Tony Blair et de Gordon Brown.

## Jeunesse et famille
Né Adolphe Miliband à Bruxelles, ses parents sont des émigrés juifs polonais. Ses deux parents vivant dans le quartier juif de Varsovie avant que son père Samuel Miliband rejoigne l'Europe de l'ouest et Bruxelles en 1920,. Il est enterré au cimetière de Highgate à Londres, près de Karl Marx et de nombreux autres révolutionnaires et penseurs de gauche du XXe siècle.
Le jeune Miliband est forcé de quitter la Belgique en mai 1940 quand les armées d'Hitler envahissent le pays par l'est, et embarque sur un bateau pour Londres à Ostende. Lui et son père Samuel entrent au Royaume-Uni munis de faux-papiers. Une fois en Angleterre, il change son prénom en Ralph.

## Études en Angleterre
Bien qu'étudiant à l'Action technical College, aujourd'hui université Brunel, dans l'ouest londonien réputé conservateur, il devient un activiste marxiste et en 1941 parvient à entrer à la prestigieuse London School of Economics où il a comme professeur Harold Laski. En raison du conflit mondial, le LSE est déplacé à Cambridge. Après trois années de services dans la Royal Navy pendant la guerre, Miliband reprend ses études au LSE et est diplômé en 1947. Il continue ses études au LSE mais le professeur Laski lui trouve un poste de professeur au Roosevelt College de Chicago. En 1949, il lui est proposé un poste d'assistant lecteur en sciences politiques, à nouveau au LSE.

## New Left
Miliband faisait partie de la New Left britannique dans les années 1950, tout comme E. P. Thompson et John Saville (en), avec qui il lança le New Reasoner (en) et le New Left Review. Il lança également Socialist Register (en) avec Saville en 1964, influencé par le sociologue américain C. Wright Mills, dont il était proche. Il quitta le LSE en 1972, affecté par les controverses qui avaient touché cette institution  les années précédentes, pour devenir professeur de sciences politiques à l'University of Leeds. Miliband, très malheureux de ses années à Leeds, décida de partir aux États-Unis et au Canada.

## Opposition à la guerre du Viêt Nam et critique du Labour party
Miliband est un opposant déclaré à la guerre du Viêt Nam. En 1967, il écrit dans son Socialist Register que the US has over...a period of years been engaged...in the wholesale slaughter of men, women and children, the maiming of many more et que le catalogue of horrors des États-Unis contre le peuple vietnamien a été fait in the name of an enormous lie.
Dans le même article, il s'en prend à Harold Wilson qui est favorable à l'action américaine au Viêt Nam, décrivant comme étant most shameful chapter in the history of the Labour Party. Il venait de dire que le gouvernement américain made no secret of the political and diplomatic importance it attached to the unwavering support of a British Labour Government.

## Les fils de Miliband
Après la mort de Ralph Miliband à Westminster en 1994, son fils David Miliband est élu député du parti travailliste représentant la circonscription de South Shields en 2001. En 2007, il est appelé au gouvernement au poste de secrétaire d’État des Affaires étrangères. Le fils cadet de Ralph Miliband, Ed, est lui aussi élu député travailliste dans la circonscription de Doncaster North en 2005. Il entre lui aussi au gouvernement, y siégeant en même temps que son frère, une situation qui ne s’était plus produite depuis l’entre-deux-guerres. En 2010, le plus jeune des deux frères prend la tête du parti travailliste, succédant à Gordon Brown, battant son aîné David Miliband qui était également candidat.

## Ouvrages principaux
- Parliamentary Socialism: A Study of the Politics of Labour (1961).  (ISBN 0-850-36135-4).
- The State in Capitalist Society (1969),  (ISBN 0-704-31028-7)
- Marxism and Politics (1977),  (ISBN 0-850-36531-7)
- Capitalist Democracy in Britain (1982),  (ISBN 0-198-27445-9)
- Class Power and State Power (1983)  (ISBN 978-0-860-91073-2 et 978-0-860-91773-1)
- Divided Societies: Class Struggle in Contemporary Capitalism (1989)  (ISBN 978-0-198-27535-0)
- Socialism for a Sceptical Age (1994)  (ISBN 978-0-745-61426-7 et 978-0-745-61427-4)

## Publications traduites en français
- L'État dans la société capitaliste. Analyse du système de pouvoir occidental, traduction de Christos Passadéos, François Maspero, coll. "Textes à l'appui", 1979 ; rééd. Éditions de l’Université de Bruxelles, 2012